# Almir Turković
Pour les articles homonymes, voir Turković.
Almir Turković est un footballeur international bosnien né le 3 novembre 1970.